# ドラゴン&ボールアワー
『ドラゴン&ボールアワー』（ドラゴン アンド ボールアワー）は、2004年10月5日から2005年3月29日まで、TBS系列で放送されていたTBS製作のバラエティ番組である。放送時間は、毎週火曜23:55 - 翌0:55（JST。TBSのみ23:50 - ）。

## 内容
ドランクドラゴンとフットボールアワーの計4人が、毎回自らが独自のテーマで取材をし、それらをVTRを交え紹介した。

### 前期
スタジオにはキャスト5人のほか、後ろには有名人に似ている、いわゆる「そっくりさん」が30人並んで場を盛り上げた。グラビアアイドル多数が並んだこともある。

### 主なコーナー
- 芸能人ペロペロ選手権
- ベロンベロンタクシー
- おじいちゃんに学ぶ性教育
- 交渉人鈴木が行く！
- フットボールアワーの上京ウォーカー

その他

### 後期
2005年1月頃からは、ドランクドラゴンとフットボールアワーが2組に分かれて、街でスカウトした独身女性の部屋の模様替えを行う
企画「あなたの部屋の鍵貸して」のロケのみとなり、スタジオトークは廃止された。

## 出演者
- ドランクドラゴン（塚地武雅・鈴木拓）
- フットボールアワー（岩尾望・後藤輝基）
- 海保知里（当時TBSアナウンサー、スタジオ収録が行われた時期のみ）
- 郷里大輔（ナレーション）

## スタッフ
- 構成 : 松井洋介　桜井慎一　田中伊知郎　天野慎也　北本かつら　ヒロハラノブヒコ　佐藤俊明
- TM（テクニカルマネージャー） : 中澤健
- 美術プロデューサー : 横井直行
- 美術デザイン : 高松浩則
- 美術制作 : 小美野淳一
- 装置 : 鈴木匡人
- 装飾 : 八木澤宗夫
- 電飾 : 斎藤幹也
- 衣裳 : 軽石真央
- 持道具 : 貞中照美
- メイク : アーツ
- VTR編集 : オムニバス・ジャパン
- MA : サウンドユニバース
- 音響効果 : 太田光則　福永真弓
- デスク : 大澤麻子
- 制作進行 : 三浦正義
- アシスタントプロデューサー : 小野裕子　田村拓久良
- ディレクター : 高木剛　三島圭太　松崎光洋　有田武史　米田潤　宇野史子
- 総合演出 : 中川通成
- プロデューサー : 安田淳
- チーフプロデューサー : 荒井昌也
- 制作協力 : D:COMPLEX、極東電視台
- 製作 : TBSテレビ
- 製作著作 : TBS

| TBS 水曜0時台（火曜深夜） | TBS 水曜0時台（火曜深夜）                   | TBS 水曜0時台（火曜深夜）                |
| 前番組                    | 番組名                                      | 次番組                                   |
| ------------------------- | ------------------------------------------- | ---------------------------------------- |
| 23:55：UN街 翌0:35：Pooh! | ドラゴン&ボールアワー （2004.10 - 2005.03） | 23:55：ハナタカ天狗 翌0:25：バース・デイ |